# Élise Delzenne
Élise Delzenne (Lesquin, 28 de enero de 1989) es una deportista francesa que compitió en ciclismo en las modalidades de pista y ruta.
Ganó dos medallas de plata en el Campeonato Europeo de Ciclismo en Pista de 2015, en las pruebas de persecución individual y puntuación.

## Medallero internacional
| Campeonato Europeo | Campeonato Europeo | Campeonato Europeo | Campeonato Europeo     |
| Año                | Lugar              | Medalla            | Competición            |
| ------------------ | ------------------ | ------------------ | ---------------------- |
| 2015               | Grenchen (Suiza)   | Medalla de plata   | Persecución individual |
| 2015               | Grenchen (Suiza)   | Medalla de plata   | Puntuación             |

## Palmarés
2013
- Campeonato de Francia en Ruta

2015
- Dwars door de Westhoek
- 1 etapa de la Gracia-Orlová

2016
- 3.ª en el Campeonato de Francia Contrarreloj
- Trophée d'Or Féminin, más 1 etapa

2017
- 1 etapa del Festival Elsy Jacobs